# フランス観光開発機構
フランス観光開発機構（アトゥー・フランス／Atout France）は、フランスのいわゆる政府観光局に該当する機関である。
「2009年7月22日の観光サービスの開発及び近代化に関する法律」に基づき設立され、観光産業の発展に貢献することを目的としている。パリに本部があり、日本の東京を含め世界35カ所に海外事務所が置かれている。

## 組織

### 上位組織
- 経営協議会

### 幹部
- 事務総長
- 秘書室長
- 部長（7人）

### 本部組織
- 秘書室
- 財務・内部監察部
- 戦略・観察・新技術部
- マーケティング部
- 観光業規制・格付け・品質部
- 観光職業教育・資材センター部
- エンジニアリング・開発部
- コミュニケーション・連携部

### 地方事務所
- フランス本土
  - シャンベリー、マルセイユ
- 海外県・海外領土
  - グアドループ、ギアナ、マルティニーク

### 海外事務所
- 米州
  - アルゼンチン／チリ
    - ブエノスアイレス

  - ブラジル／コロンビア／ベネズエラ
    - サンパウロ
    - ボゴタ（エールフランス連絡事務所）

  - カナダ
    - モントリオール

  - 米国
    - ニューヨーク
    - ロサンジェルス（西海岸担当）

  - メキシコ
    - メキシコシティ
- アジア
  - 中華圏
    - 北京（中華人民共和国）
    - 香港
    - 台湾

  - 日本
    - 東京

  - 韓国
    - ソウル

  - インド
    - ムンバイ

  - 豪州／ニュージーランド
    - シドニー

  - 中近東
    - ドバイ

  - イスラエル
    - テルアビブ（駐在員）

  - 南アフリカ
    - ヨハネスブルク
- 欧州北部
  - ベルギー／ルクセンブルク
    - ブリュッセル

  - 英国／アイルランド
    - ロンドン

  - オランダ
    - アムステルダム

  - ロシア／独立国家共同体
    - モスクワ

  - デンマーク／ノルウェー／フィンランド
    - コペンハーゲン
    - オスロ（ノルウェー）

  - スウェーデン／バルト諸国
    - ストックホルム
- 欧州南部
  - ドイツ
    - フランクフルト

  - オーストリア／中欧
    - ウィーン（オーストリア）
    - ブダペスト（ハンガリー）
    - プラハ（チェコ）

  - スペイン／ポルトガル
    - マドリッド（スペイン）
    - リスボン（ポルトガル）

  - イタリア／ギリシャ
    - ミラノ

  - ポーランド
    - ワルシャワ

  - スイス
    - チューリヒ